# La principessa di Landover
La principessa di Landover è un romanzo fantasy del 2009 di Terry Brooks, sesto libro del ciclo di Landover.

## Trama
Mistaya "Misty" Holiday, figlia quindicenne di Ben Holiday e principessa di Landover, è stata mandata sulla Terra in una scuola privata. Mistaya mal sopporta la scuola e, richiamata dalla direttrice, viene sospesa a tempo indeterminato per le sue continue forme di protesta e per aver usato la magia con lo scopo di spaventare alcune compagne con l'immagine del drago Strabo. Ritornata a Landover, Mistaya riceve la visita di Strabo che l'avverte di non usare più la sua immagine altrimenti l'attaccherà.
Una volta giunta al castello di Sterling Silver, Mistaya riferisce al padre le ragioni del suo ritorno a Landover, ma Ben non è contento e i due hanno un'accesa discussione. Questor Thews e Abernathy consigliano a Ben di mandare la figlia a Libiris, la biblioteca del regno, per riorganizzarla. Prima di poter riferire alla figlia le sue intenzioni, Ben riceve la visita di Laphroig, signore di Rhyndweir, il quale vuole sposare Mistaya. Ben diplomaticamente evita di dare una risposta diretta, ma Laphroig lo intende come un sì. Mistaya, informata poi di questi fatti, si ribella e scappa dal castello, grazie anche all'aiuto dello gnomo Va' Via Poggwydd.
Dopo essere fuggita dal castello, Mistaya decide di andare a Elderew da suo nonno, il Signore del Fiume. Suo nonno la accoglie, ma si rifiuta di aiutarla. La stessa notte compare Edgewood Dirk il quale aiuta Mistaya a scappare e la principessa decide di andare a Libiris. Mistaya riesce ad entrare a Libiris grazie all'aiuto di Thom, un assistente, che la presenta al bibliotecario Rufus Pinch ed a sua eminenza Craswell Crabbit come sua sorella. Il compito di Mistaya nella biblioteca è quello di catalogare i vari libri.
Mentre Ben ed il Signore del Fiume non riescono a localizzare la principessa, Laphroig manda in giro le sue spie per avere notizie della principessa. Questor Thews ed Abernathy discutono su dove potrebbe essere Mistaya ed arrivano alla conclusione che potrebbe essere a Libiris. Quindi Questor fa una visita segreta a Mistaya e la mette in guardia contro Craswell Crabbit perché qualcosa di strano sta accadendo a Libiris. Mistaya fa delle ricerche e grazie all'aiuto di Edgewood Dirk e di Thom scopre che Libiris ha delle similarità con Sterling Silver e che Craswell Crabbit sta mandando i libri di magia ai demoni di Abaddon. Con l'aiuto di Edgewood Dirk, Mistaya riesce a trovare un rimedio temporaneo per riportare indietro i libri di magia, ma viene scoperta da Craswell Crabbit (il quale sapeva che lei è la principessa di Landover) e chiusa a chiave in una stanza assieme a Thom.
Nel frattempo, le spie di Laphroig scoprono che la principessa è a Libiris ed il signore di Rhyndweir si precipita alla biblioteca con una scorta armata per chiedere la mano di Mistaya. Mistaya è costretta ad acconsentire al matrimonio in quanto Thom è minacciato di morte da Craswell Crabbit. Il matrimonio è celebrato all'esterno e durante la celebrazione Mistaya con una magia crea un'immagine del drago, ma viene fermata. Subito dopo arriva il vero drago che inizia ad attaccare le persone presenti, ma poi si distrae a cacciare dei cavalli in fuga. Contemporaneamente Craswell Crabbit, Rufus Pinch e Laphroig attaccano Mistaya, ma il cucciolo di fango interviene e ferma l'attacco: Laphroig diventa una statua di pietra, Craswell Crabbit e Rufus Pinch spariscono. Intanto i demoni di Abaddon sono riusciti a liberarsi, ma Mistaya e Thom riescono ad imprigionarli di nuovo.
Mistaya ritorna a Sterling Silver assieme a Questor ed Abernathy che erano venuti a recuperarla. Thom, che si scopre essere il fratello minore di Laphroig, diventa il nuovo signore di Rhyndweir e decide di dare la terra ai propri sudditi in cambio di una ragionevole tassa per la corona. Craswell Crabbit e Rufus Pinch sono finiti in una gabbia di uno zoo sulla Terra dov'era imprigionata la Strega del Crepuscolo sotto forma di corvo (la strega è riuscita a fuggire quando sono giunti nella gabbia Craswell Crabbit e Rufus Pinch).

## Edizioni
- Terry Brooks, La principessa di Landover, Traduzione di Riccardo Valla, Arnoldo Mondadori Editore, 2012,  pp. 336, ISBN 9788804625643.